# Поні (селище)
Поні́ (рос. Пони) — селище у складі Комсомольського району Хабаровського краю, Росія. Входить до складу Сніжненського сільського поселення.

## Населення
Населення — 4 особи (2010; 13 у 2002).
Національний склад (станом на 2002 рік):
- росіяни — 77 %